# Volkan Bekiroğlu
Volkan Kürşat Bekiroğlu (* 20. Dezember 1977 in Kadirli, Osmaniye) ist ein türkischer Fußballspieler.

## Karriere

### Vereinskarriere
Volkan begann mit dem Vereinsfußball in der Jugendabteilung des damaligen Zweitligisten Adanaspor. In der Saison 1995/96 ermöglichte man ihm neben seiner Tätigkeit bei der Reservemannschaft auch die Teilnahme am Training der Profimannschaft. So kam es, dass er auch in einigen Ligaspielen auf der Ersatzbank saß. Sein Debüt als in der Liga machte er dann am 4. Februar 1995 gegen Beypazarı Belediyespor. Zur neuen Saison (1996/97) konnte er sich auch bei den Profis durchsetzen und absolvierte, noch als Amateurspieler, 24 Ligapartien. Im Sommer 1997 erhielt er dann einen Profivertrag. Zum Saisonende erreichte er mit seiner Mannschaft die Vizemeisterschaft der TFF 1. Lig und damit den direkten Aufstieg in die Süper Lig. Auch in der Süper Lig konnte er sich als Stammspieler behaupten und spielte zwei weitere Jahre für Adanaspor.
Zur Saison 2000/01 wechselte er zum Ligakonkurrenten Gaziantepspor. Hier konnte er sich nie als Stammspieler durchsetzen und kehrte nach zweieinhalbjähriger Tätigkeit zu Adanaspor zurück. Nach einem Jahr bei Adanaspor geriet sein Verein nach dem Rückzug des Geldgebers Cem Uzan in enorme finanzielle Schwierigkeiten und musste die meisten Spieler verkaufen.
Unter diesen Umständen wechselte Bekiroğlu zum türkischen Traditionsverein Trabzonspor. In seiner neuen Wirkungsstätte erreichte er mit seiner Mannschaft den Gewinn des Türkischen Fußballpokals und die Vizemeisterschaft der Süper Lig. In seiner zweiten Spielzeit bei Trabzonspor gelang ihm mit seiner Mannschaft erneut die Vizemeisterschaft in der Liga. Im Oktober 2005 stellte Trabzonspor mit Vahid Halilhodžić einen neuen Trainer ein. Unter Halilhodžić saß Bekiroğlu nur auf der Ersatzbank und wurde auch vom Trainer zur Winterpause aussortiert.
Diese Entwicklungen bekam sein ehemaliger Trainer Ziya Doğan mit und holte ihn zu seiner neuen Wirkungsstätte zu Malatyaspor.
Nach einer halben Spielzeit bei Malatyaspot spielte Bekiroğlu der Reihe nach bei Bursaspor, Kocaelispor, Bursaspor, Giresunspor und Adana Demirspor.
Zur Saison 2011/12 kehrte er zu seinem ehemaligen Verein, zum Zweitligisten Adanaspor, zurück. Hier löste er zur Rückrunde sein Vertrag auf und trennte sich von Adanaspor.

### Nationalmannschaftskarriere
Bekiroğlu spielte zweimal für die zweite Auswahl der türkischen Nationalmannschaft.